# 산울림 10집
《산울림 10집》은 대한민국의 록 밴드 산울림이 1984년 6월 20일에 발매한 열 번째 정규 음반이다. 대성음반을 통해 발매되었으며, 사실상 산울림의 리더 김창완이 주도한 프로젝트 성격이 강한 작품이다. 대표곡 〈너의 의미〉는 이후 아이유의 리메이크로 다시 조명을 받았다.

## 배경
《산울림 10집》은 김창완이 1983년부터 결성한 프로젝트 밴드 운명과 함께 작업한 음반으로, 산울림 이름으로 발표되었지만 실질적으로는 김창완 단독 주도의 작품으로 평가된다. 당시 김창완은 기존 산울림의 음악적 스타일을 넘어, 더욱 실험적이고 몽환적인 록 사운드로 나아가고자 했다. 
이 음반에서 기존 멤버인 김창훈, 김창익은 공식적으로 참여하지 않았으나, 김창훈은 세션 베이시스트로 몇몇 곡에 참여한 것으로 알려져 있다. 세션으로는 김정택, 박광민, 강윤기, 김이훈, 김한영, 이성재 등이 참여하여 사운드를 풍성하게 만들었다.
특히 수록곡 〈너의 의미〉는 김창완이 작사, 작곡한 서정적인 러브송으로, 간결한 멜로디와 시적인 가사로 인해 오랜 시간 동안 대중의 사랑을 받아왔다. 2014년에는 가수 아이유가 리메이크해 다시금 주목을 받았으며, 원곡의 순수한 감성과 김창완의 목소리의 매력을 재조명받는 계기가 되었다. 이 곡은 산울림의 대표곡 중 하나로 자리매김하며, 한국 대중음악사에서도 꾸준히 언급되는 명곡이다.

## 재발매
2024년 3월 27일, 《산울림 10집》은 180g 블랙 바이닐로 리마스터되어 2,000장 넘버링 한정판으로 재발매되었다. 예스24를 통해 유통되었으며, 아날로그 사운드 마니아와 LP 수집가들 사이에서 화제를 모았다.

## 평가
《산울림 10집》은 산울림 후기 사운드의 전환점을 보여주는 작품으로 평가된다. 전반부의 강렬한 록 사운드와 후반부의 몽환적이고 감성적인 트랙들이 공존하며, 김창완의 예술적 실험정신이 돋보인다는 평을 받는다. 특히 〈너의 의미〉는 이후 세대에게도 깊은 인상을 남긴 명곡으로 자리잡았다.

## 곡 목록
| #  | 제목                       | 작사   | 작곡   | 재생 시간 |
| -- | -------------------------- | ------ | ------ | --------- |
| 1. | 〈춤추는 밤〉              | 김창완 | 김창완 | 2:23      |
| 2. | 〈꿈이야 생각하며 잊어줘〉 | 김창완 | 김창완 | 3:41      |
| 3. | 〈숨길 수 없네〉           | 김창완 | 김창완 | 4:42      |
| 4. | 〈동화의 성〉              | 김창완 | 김창완 | 3:33      |
| 5. | 〈아직은 모르지만〉        | 김창완 | 김창완 | 3:29      |
| 6. | 〈왜 난 고민이 없나?〉     | 이성재 | 김창완 | 2:56      |
| 7. | 〈지구가 왜 돌까?〉        | 김창완 | 김창완 | 2:13      |
| 8. | 〈독수리가 떴네〉          | 김창완 | 김창완 | 2:25      |

| #   | 제목               | 작사   | 작곡   | 재생 시간 |
| --- | ------------------ | ------ | ------ | --------- |
| 9.  | 〈너의 의미〉      | 김한영 | 김창완 | 3:44      |
| 10. | 〈지금 나보다〉    | 김창훈 | 김창훈 | 4:05      |
| 11. | 〈여기 있어 그대〉 | 김창훈 | 김창훈 | 4:52      |
| 12. | 〈해 지는 곳으로〉 | 김창완 | 김창완 | 4:07      |
| 13. | 〈여기 이 불빛이〉 | 김이훈 | 김창완 | 4:26      |

## 참여 인원
- 김창완 – 작사, 작곡, 보컬, 기타
- 김정택 – 키보드
- 박광민 – 기타
- 강윤기 – 드럼
- 김이훈 – 베이스 (세션)
- 김한영 – 드럼 (세션)
- 이성재 – 색소폰
- 김창훈 – 베이스 (세션)